# 11P/Темпеля — Свіфта — LINEAR
11P/Темпеля — Свіфта — LINEAR (11P/Tempel-Swift-LINEAR) — короткоперіодична комета, відкрита 27 листопада 1869 року Ернстом Вільгельмом Лебрехтом Темпелем в Марселі, а після перевідкрита 11 жовтня 1880 року Льюїсом Свіфтом в Нью-Йорку.
З 1908 року за проходження поблизу Юпітера комета стала неспостережуваною і вважалася втраченою, але 7 грудня 2001 року комету було знову знайдено Лабораторією пошуку навколоземних астероїдів імені Лінкольна (LINEAR), і підтверджено попередніми зображеннями від 10 вересня та 17 жовтня як та сама комета. У 2008 році комету не спостерігали, оскільки проходження кометою перигелію відбулося на віддаленому боці Сонця. Пізніше комету спостерігали під час повернень у 2014 та 2020 роках.

## Зовнішні посилання
- Orbital simulation [Архівовано 22 грудня 2015 у Wayback Machine.] from JPL (Java) / Horizons Ephemeris [Архівовано 27 червня 2015 у Wayback Machine.]
- 11P at Kronk's Cometography [Архівовано 20 травня 2013 у WebCite]